# Otto Wels
Otto Wels (15 septembre 1873 – 16 septembre 1939) était un homme politique allemand. Député au Reichstag de 1912 à 1933, il fut président du Parti social-démocrate (SPD) de 1919 jusqu'à sa mort en 1939. Commandant militaire de Berlin durant les premiers jours mouvementés de la Révolution allemande de 1918-1919, il joua un rôle déterminant dans l'organisation de la grève générale qui permit de vaincre les putschistes antirépublicains lors du putsch de Kapp en 1920. Cependant, vers la fin de la République de Weimar, il comprit l'inutilité d'appeler à une grève générale contre le coup d'État prussien de 1932, en raison du chômage de masse provoqué par la Grande Dépression.
Son discours de 1933 au Reichstag, opposé à Adolf Hitler et à la loi des pleins pouvoirs, marqua la fin de la République de Weimar. Après l'adoption de la loi, qui conférait de facto un pouvoir dictatorial à Hitler, Wels s'enfuit du pays et fonda l'organisation d'exil du SPD, Sopade. Il mourut à Paris en 1939, deux semaines après le début de la Seconde Guerre mondiale.

## Jeunesse
Né à Berlin le 15 septembre 1873, Wels était le fils d'un aubergiste (Johann Wels et son épouse Johanne). Le restaurant, lieu de rencontre des premiers sympathisants du SPD, l'exposa très jeune au mouvement ouvrier. En 1891, il commença un apprentissage de tapissier et adhéra au SPD. Vers 1893, il épousa Bertha Antonie Reske, couturière. Ils eurent deux fils, Walter et Hugo. Au début des années 1890, il représenta d'autres ouvriers à la Chambre des artisans de Berlin et fut élu premier président de la section locale du SPD. De 1895 à 1897, il effectua son service militaire dans l'armée allemande, où il fut harcelé par les officiers en raison de ses opinions politiques (il ne bénéficia pas de permissions de service pendant toute sa durée). À la fin de son service militaire, il s'inscrivit à la Société d'éducation ouvrière de Berlin avant de revenir à la politique. Il n'a pas réussi à se faire réélire au poste de président local du SPD (district cinq), mais a continué à faire campagne jusqu'à ce qu'il soit élu représentant dans la nouvelle organisation du parti SPD en 1901.
À partir de 1906, il travailla comme responsable syndical et secrétaire du parti dans la province de Brandebourg et siégea au comité de presse du Vorwärts, le journal du SPD. En 1912, il fut élu au Reichstag et, avec le soutien d'August Bebel, président et l'un des fondateurs du SPD, il rejoignit le comité exécutif du parti l'année suivante. Sa position au sein du comité lui permit de jouer un rôle central dans le développement du SPD.
Pendant la Première Guerre mondiale, Wels soutint la Burgfriedenspolitik, la trêve politique entre les partis politiques allemands, en vertu de laquelle les syndicats s'abstenaient de faire grève, le SPD votait les crédits de guerre et les partis s'engageaient à ne pas critiquer le gouvernement et sa gestion de la guerre.

## République de Weimar

### Révolutionnaire démocrate
Le 9 novembre 1918, jour de la proclamation de la République en Allemagne, Wels s'adressa à la brigade de fusiliers de Naumburg, à sa demande, pour lui expliquer la situation politique après l'effondrement de l'Empire allemand à la fin de la Première Guerre mondiale. Cette brigade était l'une des unités considérées comme particulièrement fidèles à l'empereur Guillaume II et déployées dans la ville en renfort contre les activités révolutionnaires. Wels convainquit les soldats que, pour éviter une guerre civile, ils ne devaient pas utiliser leurs armes. À la fin de son discours, la brigade se rangea en bloc du côté des partisans de la Révolution allemande. Fort de son succès, Wels s'exprima dans d'autres casernes avec une telle persuasion qu'on lui attribua le mérite d'avoir limité le nombre de morts à seulement quinze ce jour-là.
Le 9 novembre également, Wels devint membre du Conseil révolutionnaire des ouvriers et des soldats de Berlin. Il plaida avec succès pour que le Parti social-démocrate indépendant (USPD), un groupe plus à gauche et anti-guerre qui avait rompu avec le SPD en 1917, soit représenté à égalité avec ce dernier au Conseil. Le lendemain, il fut nommé commandant militaire de Berlin.

### Crise de noël
La Volksmarinedivision était la principale unité militaire de la révolution à Berlin et, à ce titre, était sous le contrôle de Wels. En décembre 1918, le Conseil des députés du peuple, gouvernement provisoire allemand, ordonna à la division de se retirer de Berlin et de réduire ses effectifs. Face à leur refus, Wels retint leur solde pour les contraindre à obtempérer. Durant la semaine précédant Noël, il tenta de négocier avec eux, mais en l'absence de progrès, ils l'arrêtèrent et le maltraitèrent. Les assauts menés contre les positions de la division au Palais de Berlin et à Neuer Marstall par des troupes régulières fidèles au gouvernement – la crise de Noël 1918 – échouèrent à déloger les mutins. Les négociations aboutirent à un compromis selon lequel la Volksmarinedivision, en échange du versement de ses arriérés de solde et du maintien de son unité, évacua le Palais et Marstall et libéra Wels, qui fut contraint de démissionner de son poste de commandant de la ville.

### Député du Reichtag et chef du SPD

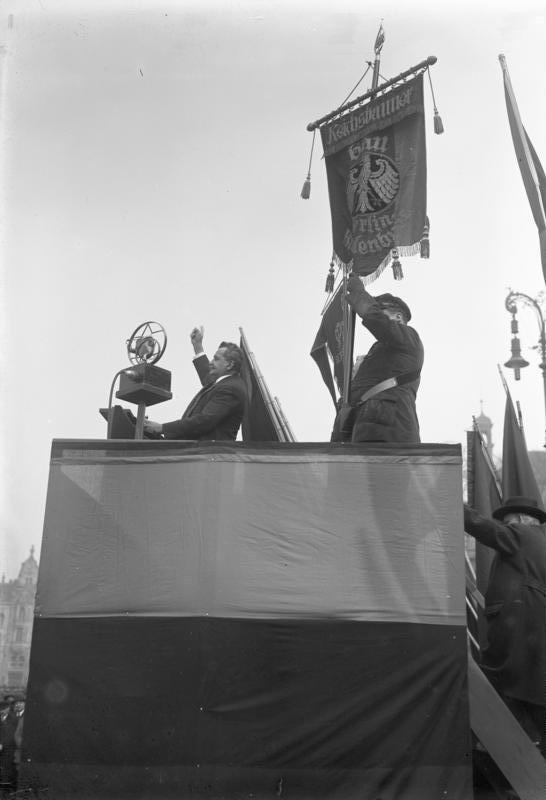
Otto Wels (à gauche, sur la tribune) prononçant un discours au Lustgarten de Berlin en mars 1932.

Après l'élection de Friedrich Ebert, du SPD, à la présidence de la République fédérale d'Allemagne, le 11 février 1919, Wels assuma la présidence du parti et fut officiellement élu coprésident avec Hermann Müller le 14 juin. Du 6 février 1919 au 21 mai 1920, Wels fut membre de l'Assemblée nationale de Weimar, du parlement provisoire et du congrès constitutionnel allemand, où il siégea à la commission de consultation préliminaire du projet de Constitution du Reich allemand. À l'issue des travaux de l'Assemblée, il fut élu au nouveau Reichstag de la République de Weimar.
Lors du putsch de Kapp de 1920, Wels et le dirigeant syndical Carl Legien menèrent la grève générale qui joua un rôle crucial dans la fin du putsch, et exigèrent ensuite la démission de son collègue de parti, Gustav Noske, de son poste de ministre de la Reichswehr. Il joua un rôle clé dans la fondation du Front de Fer paramilitaire et du Reichsbanner Schwarz-Rot-Gold, qui défendaient la démocratie parlementaire allemande contre la montée des forces extrémistes des SA nazies, du Casque d'acier et du Rot frontkämpferbund, dirigé par les communistes.
En 1923, Wels devint membre du comité exécutif de l'Internationale ouvrière et socialiste.
Après les élections au Reichstag de 1930, qui virent le Parti nazi gagner 95 sièges, Wels prôna la tolérance envers le cabinet du chancelier Heinrich Brüning, même si ce dernier dirigeait un cabinet présidentiel qui contournait le Reichstag et gouvernait par décret présidentiel. Le SPD craignait qu'en votant une motion de censure contre Brüning, de nouvelles élections ne renforcent encore davantage la position nazie. Lors du coup d'État prussien de juillet 1932, le chancelier Franz von Papen renversa le gouvernement élu de Prusse et prit le contrôle du plus grand État d'Allemagne en tant que commissaire du Reich, une décision perçue comme un coup dur pour la démocratie dans la République. Wels s'opposa néanmoins à l'appel à une grève générale pour s'opposer à Papen. En raison du chômage massif qui régnait alors en Allemagne, Wels pensait que les travailleurs ne pourraient pas contraindre Papen à reculer. Après les élections au Reichstag de novembre 1932, au cours desquelles les nazis perdirent des sièges, Wels rejeta toute négociation avec le nouveau chancelier, Kurt von Schleicher.

## Pleins pouvoir de Hitler
Wels avait sous-estimé Adolf Hitler et fut surpris lorsque le président Paul von Hindenburg le nomma chancelier le 30 janvier 1933. Le SPD considéra cette décision comme constitutionnelle et appela ses membres à la retenue. À la suite de la promulgation du décret sur l'incendie du Reichstag le 28 février, Wels fut menacé d'arrestation et s'enfuit avec sa famille en Autriche, mais il revint début mars. Le SPD considérait alors que le projet de loi d'habilitation, qui donnerait au cabinet hitlérien le droit d'adopter des lois sans l'accord du Reichstag pendant quatre ans, représentait une menace mortelle pour l'État de droit et la constitution démocratique. Lorsqu'il décida de s'y opposer, Wels se porta volontaire pour prononcer le discours contre Hitler, déclarant : « Je le ferai. (...) Il en va du parti et de son honneur. »

### Discours
Wels prononça son discours le 23 mars 1933, lors de la dernière séance du Reichstag multipartite. Il commença par approuver la demande du chancelier du Reich Adolf Hitler d'un traitement égal de l'Allemagne parmi les nations du monde et déclara que lui, Wels, « était le premier Allemand à avoir dénoncé devant une instance internationale la fausseté de la responsabilité de l'Allemagne dans le déclenchement de la guerre mondiale ». Il poursuivit en affirmant que le SPD partageait une autre affirmation d'Hitler, selon laquelle « de la folie de la théorie des éternels gagnants et perdants est née la folie des réparations et, dans son sillage, la catastrophe de l'économie mondiale ». Il cita ensuite le discours prononcé par le chancelier Gustav Bauer du SPD le 23 juillet 1919, à la suite de la démission du cabinet Scheidemann en protestation contre les termes du traité de Versailles :
Nous sommes sans défense ; sans défense, mais pas sans honneur [Wehrlos ist aber nicht ehrlos]. Certes, nos ennemis en veulent à notre honneur, cela ne fait aucun doute. Cependant, cette tentative de diffamation retombera un jour sur ses instigateurs : ce n’est pas notre honneur qui est détruit par cette catastrophe mondiale, mais notre foi jusqu’au dernier souffle.
Wels a repris les mots de Bauer pour les retourner contre Hitler et les nazis. L’égalité de traitement, a-t-il affirmé, est aussi nécessaire pour une nation, tant sur le plan interne qu’international. Les opposants politiques vaincus, comme les nations vaincues, ne peuvent être traités comme des hors-la-loi :
On peut nous priver de notre liberté et de notre vie, mais pas de notre honneur. Après les persécutions subies récemment par le Parti social-démocrate, personne ne pourra raisonnablement exiger ni s’attendre à ce qu’il vote la loi d’habilitation.
Il a ensuite énuméré les principales réalisations du SPD au Reichstag de Weimar et a accusé les nationaux-socialistes d’être nationalistes, mais pas socialistes. S’ils étaient socialistes, a-t-il déclaré, ils auraient le soutien du peuple et n’auraient pas besoin des pleins pouvoir. Le SPD comprenait la politique de puissance nazie et savait que le sens de la justice du peuple était une force politique à laquelle il continuerait de faire appel.
En cette heure historique, nous, sociaux-démocrates allemands, nous engageons solennellement à respecter les principes d'humanité et de justice, de liberté et de socialisme. Aucune loi d'habilitation ne vous donne le pouvoir de détruire des idées éternelles et indestructibles. … La social-démocratie allemande puisera également une force nouvelle dans les dernières persécutions. Nous saluons les persécutés et les opprimés. Nous saluons nos amis en Allemagne. Votre détermination et votre loyauté méritent l'admiration. Le courage de vos convictions et votre optimisme inébranlable garantissent un avenir meilleur.
Les 94 députés SPD présents au Reichstag ont voté contre la loi. Usant du décret d'incendie du Reichstag, les nazis avaient arrêté plusieurs députés SPD, et d'autres s'étaient déjà exilés. Les communistes, interdits de vote, n'ont pas pu voter. Le reste du Reichstag a voté pour.
L'intimidation nazie avait si bien fonctionné que même si les 120 députés du SPD avaient été présents et avaient voté contre, la loi aurait tout de même été adoptée à la majorité des deux tiers requise pour une modification constitutionnelle.
L'adoption de la loi d'habilitation marqua la fin de la démocratie parlementaire en Allemagne et fonda la dictature hitlérienne. Quelques semaines après l'adoption de la loi d'habilitation, le gouvernement hitlérien interdisait le SPD, et les autres partis politiques allemands choisissaient de se dissoudre pour éviter les persécutions, faisant du parti nazi le seul parti politique légal en Allemagne.

## Exil et mort
En juin 1933, Wels s'exila dans le bassin de la Sarre, alors sous contrôle de la Société des Nations. De là, il s'exila à Prague, où il fonda la Sopade, l'organisation d'exil du SPD. En août 1933, il fut déchu de sa nationalité allemande.
En raison des accords de Munich, Wels dut quitter Prague et se rendit à Paris fin 1938, où il mourut le 16 septembre 1939 à l'âge de 66 ans. Il fut inhumé au Cimetière Nouveau de Châtenay-Malabry.
Dans ses mémoires, l'ancien chancelier Heinrich Brüning décrit Otto Wels comme « l'homme le plus courageux d'Allemagne dans la lutte contre Hitler ».

## Publications
- 1920 : Le bolchevisme de droite. Discours. Berlin, Verlag für Sozialwissenschaften.
- 1921 : Ultimatum. Discours. Berlin, Dietz Verlag.
- 1922 : L’unification ! Discours. Berlin, Dietz Verlag.
- 1933 : Discours expliquant le rejet de la « loi d’habilitation » par le groupe parlementaire social-démocrate lors de la séance du Reichstag du 23 mars 1933 à l’Opéra Kroll de Berlin. Édité et préfacé par Iring Fetscher, Hambourg, Europäische Verlagsanstalt, 1993.